# Cyperus nipponicus
Cyperus nipponicus är en halvgräsart som beskrevs av Adrien René Franchet och Paul Amédée Ludovic Savatier. Cyperus nipponicus ingår i släktet papyrusar, och familjen halvgräs. Inga underarter finns listade i Catalogue of Life.